# 吳澧
吴澧（？—？），福建泉州府南安縣军籍。

## 生平
天啓七年（1627年）丁卯科福建乡试第二名举人，崇祯元年（1628年）联捷戊辰科進士，初授户部主事，改礼部，官至广西布政司右参议，提督学政。